# Crassignatha thamphra
Espèce
Crassignatha thamphra est une espèce d'araignées aranéomorphes de la famille des Symphytognathidae.

## Distribution
Cette espèce est endémique de la province de Khon Kaen en Thaïlande,. Elle se rencontre à Phu Pha Man dans la grotte Tham Phra.

## Description
La femelle holotype mesure 0,64 mm.

## Étymologie
Son nom d'espèce lui a été donné en référence au lieu de sa découverte, la grotte Tham Phra.

## Publication originale
- Li, Lin & Li, 2020 : « A review of Crassignatha (Araneae, Symphytognathidae). » ZooKeys, no 988, p. 63-128 (texte intégral).